# Krće
Krće (izvirno srbsko Крће) je naselje v Srbiji, ki upravno spada pod Občino Sjenica; slednja pa je del Zlatiborskega upravnega okraja.

## Demografija
V naselju živi 226 polnoletnih prebivalcev, pri čemer je njihova povprečna starost 30,9 let (29,0 pri moških in 33,0 pri ženskah). Naselje ima 72 gospodinjstev, pri čemer je povprečno število članov na gospodinjstvo 4,68.
|  |

| Demografija | Demografija     | Demografija     |
| Leto        | Št. prebivalcev | Št. prebivalcev |
| ----------- | --------------- | --------------- |
|             |                 |                 |
|             |                 |                 |
|             |                 |                 |
|             |                 |                 |
| 1948        | 284             |                 |
| 1953        | 316             |                 |
| 1961        | 307             |                 |
| 1971        | 335             |                 |
| 1981        | 351             |                 |
| 1991        | 334             | 334             |
| 2002        | 440             | 337             |
|             |                 |                 |

| Etnična sestava po popisu iz leta 2002 | Etnična sestava po popisu iz leta 2002 | Etnična sestava po popisu iz leta 2002 | Etnična sestava po popisu iz leta 2002 | Etnična sestava po popisu iz leta 2002 |
| -------------------------------------- | -------------------------------------- | -------------------------------------- | -------------------------------------- | -------------------------------------- |
| Bošnjaki                               | Bošnjaki                               |                                        | 333                                    | 98,81%                                 |
| Muslimani                              | Muslimani                              |                                        | 1                                      | 0,29%                                  |
| Neznano                                | Neznano                                |                                        | 3                                      | 0,89%                                  |